# Gottfried Sachs
Gottfried Sachs (* 1939) ist ein deutscher Luftfahrtingenieur. 

## Lebensweg
Sachs studierte Maschinenbau mit Schwerpunkt Flugtechnik an der Technischen Hochschule Darmstadt und war danach in der Forschung tätig. 1977 wurde er Professor für Flugmechanik und Flugführung an der Universität der Bundeswehr München und Direktor des dortigen Instituts für Systemdynamik und Flugmechanik. 1983 wechselte er als Professor an die Technische Universität München, wo er Direktor des Instituts für Luft- und Raumfahrt wurde. 2006 wurde er emeritiert. 
Von 1989 bis 2003 verantwortete Sachs den Sonderforschungsbereich Transatmosphärische Flugsysteme der Deutschen Forschungsgemeinschaft. 1992 war er Mitbegründer des Bayerischen Forschungsverbundes für Technisch-Wissenschaftliches Hochleistungsrechnen. Von 2000 bis 2003 war er Verbundsprecher der Sonderforschungsbereiche für die Erforschung der Grundlagen von zukünftigen Raumtransportsystemen (Aachen/München/Stuttgart). 
Sachs war Vizepräsident der Bayerischen Akademie der Wissenschaften, der er seit 2000 angehört. Außerdem ist er Mitglied u. a. der Deutschen Akademie der Technikwissenschaften, des American Institute of Aeronautics and Astronautics (Fellow), der Deutschen Gesellschaft für Luft- und Raumfahrt und des Deutschen Zentrums für Luft- und Raumfahrt. Sachs ist Herausgeber unter anderem der Zeitschrift für Flugwissenschaften und Weltraumforschung.

## Auszeichnungen
- 2008: Ehrendoktor, Technische und Wirtschaftswissenschaftliche Universität Budapest
- 2013: Ludwig-Prandtl-Ring, Deutsche Gesellschaft für Luft- und Raumfahrt